# Калу (Ајова)
Калу (енгл. Curlew) град је у америчкој савезној држави Ајова. По попису становништва из 2010. у њему је живело 58 становника.

## Демографија
Према попису становништва из 2010. у граду је живело 58 становника, што је -4 (-6.5%) становника више него 2000. године.
| Група             | 2000.       | 2010.      |
| Белци             | 62 (100.0%) | 57 (98,3%) |
| Афроамериканци    | 0 (0,0%)    | 1 (1,7%)   |
| Азијати           | 0 (0,0%)    | 0 (0,0%)   |
| Хиспаноамериканци | 0 (0,0%)    | 0 (0,0%)   |
| Укупно            | 62          | 58         |